# Bethlem Royal Archives and Museum

Le Bethlem Royal Archives and Museum, ou Bethlem Museum of the Mind, est un espace de préservation et d'exposition d'une collection d'art de personnes atteintes de troubles mentaux. Il est hébergé par le Bethlem Royal Hospital à Londres. Par le caractère des œuvres présentées, la collection peut relever de l'art brut ou outsider.

## Histoire
Créé en 1970 à l'inauguration d'un nouveau bâtiment, le musée n'a cessé depuis d'agrandir sa collection, bien que son espace d'exposition reste réduit, ne pouvant accueillir plus de dix visiteurs simultanément. En 2011, il regroupe toutes les collections historiques du South London and Maudsley NHS Foundation Trust et celles qui ont précédé : du Bethlem Royal Hospital, fondé en 1247, du Maudsley Hospital, ouvert en 1923, et du Warlingham Park Hospital, ouvert de 1903 à 1999.

## Artistes notoires présents dans la collection
- Nadia Chomyn
- Richard Dadd
- William Kurelek
- Jonathan Martin
- Louis Wain